# Alfred Grütter
Alfred Grütter (n. 31 august 1860 – d. 30 ianuarie 1937) a fost un trăgător de tir ce a reprezentat Elveția, medaliat olimpic. A participat la o ediție a Jocurilor Olimpice (1900) în care a câștigat o medalie de aur.

## Participări
Lista de mai jos prezintă principalele competiții la care a participat Alfred Grütter de-a lungul carierei.
- shooting at the 1900 Summer Olympics – men's 300 metre free rifle, team[*]